# Theodor Büttner-Wobst
Theodor Johannes Rudolf Büttner-Wobst (* 24. Januar 1854 in Dresden; † 2. September 1905 in Oberloschwitz bei Dresden) war ein deutscher Klassischer Philologe. Er wirkte von 1877 bis zu seinem Tod als Lehrer an der Dresdner Kreuzschule.

## Leben
Theodor Büttner-Wobst war der älteste Sohn von Karl Adolf Büttner-Wobst und Albine geb. Wobst. Sein Vater, Kalkulator im Hofzahlamt, war königlich sächsischer Beamter und starb 1874.
Theodor Büttner-Wobst besuchte die Böttchersche Privatschule und anschließend von 1867 bis 1872 die Kreuzschule Dresden. Mit dem Rektor Friedrich Hultsch blieb er sein Leben lang verbunden. Von 1872 bis 1875 studierte Büttner-Wobst an der Universität Leipzig Klassische Philologie. Zu seinen akademischen Lehrern zählten Georg Curtius, Johannes Overbeck, Friedrich Ritschl und Ludwig Lange, dessen lateinischer Lesegesellschaft er auch nach seinem Studium noch angehörte. Nach der Promotion und dem Lehramtsexamen leistete Büttner-Wobst von Oktober 1876 bis Oktober 1877 Militärdienst.
Am 1. Oktober 1877 trat Büttner-Wobst in den Schuldienst, und zwar an seiner alten Schule, der Kreuzschule. Dort blieb er sein Leben lang. 1897 erhielt er den Professorentitel. Ab Frühjahr 1900 litt er an einer Herzschwäche, die ihn zu häufigen Erholungsreisen zwang. Zu Ostern 1904 trat er kaum 50-jährig in den Ruhestand. Im folgenden Jahr starb er im Kurort Oberloschwitz bei Dresden und wurde auf dem Trinitatisfriedhof beigesetzt.
Neben dem Schuldienst war Büttner-Wobst sein Leben lang wissenschaftlich tätig. Er verkehrte mit Alfred Fleckeisen, Otto Meltzer, Martin Wohlrab und Franz Poland, mit dem er auch verschwägert war. Außerdem gehörte er lange Zeit der Dresdner historischen Gesellschaft an, die er kurz vor seinem Tod auch leitete.
In seiner wissenschaftlichen Arbeit konzentrierte sich Büttner-Wobst auf die antike und byzantinische Geschichtsschreibung, vor allem auf Polybios und Zonaras. Zu Polybios legte er eine fünfbändige Edition mit umfangreichen Indizes vor. Vom Geschichtswerk des Zonaras gab er im Auftrag der Preußischen Akademie der Wissenschaften zu Berlin die Epitomae der Bücher 13 bis 18 heraus. Beide Editionen waren grundlegend für die Textgestalt der Autoren und blieben lange nach seinem Tod in Gebrauch. Aus der langjährigen Arbeit an der Polybios-Edition entstand eine Fülle von paläografischen und historischen Einzelstudien, die Büttner-Wobst in verschiedenen Zeitschriften veröffentlichte. Sein Plan eines Polybios-Lexikons und einer Polybios-Grammatik kam durch seinen frühen Tod nicht mehr zustande.

## Schriften (Auswahl)
- De legationibus reipublicae liberae temporibus Romam missis. Leipzig 1876 (Dissertation)
- Polybii Historiae. Fünf Bände, Leipzig 1882–1904
- Ioannis Zonarae Epitomae Historiarum libri XIII–XVIII. Leipzig 1897